# Iams
Iams er brandnavnet på hunde- og kattemad produceret af Procter & Gamble. The Iams Company blev opkøbt af Procter & Gamble i september 1999. 

## Beskyldninger om dyremishandling
Iams er blevet kritiseret af dyreretsorganisationerne PETA og In Defense of Animals for den måde firmaet behandler forsøgsdyr. PETA har anklaget Iams for at de gør brug af unødvendige procedurer såsom "debarking" af hunde og at deres forsøgsdyr lever under kummerlige forhold. I en undercoverundersøgelse fra 2002 af et dyreforsøgscenter ejet af Iams blev der med skjult kamera filmet hunde der gik om sig selv i cirkler og andre som blev udsat for kirurgiske biopsier.

## Fodnoter
1. ↑  video IamsCruelty.com